# تيرينس ميرفي
تيرينس ميرفي (بالإنجليزية: Terrence Murphy)‏ هو صاحب مطعم وسياسي أمريكي، ولد في 5 يوليو 1966 في الولايات المتحدة. حزبياً، نشط في الحزب الجمهوري. وقد انتخب عضو مجلس ولاية نيويورك.